# Quận Bullitt, Kentucky
Quận Bullitt là một quận thuộc tiểu bang Kentucky, Hoa Kỳ.
Quận này được đặt tên theo. Theo điều tra dân số của Cục điều tra dân số Hoa Kỳ năm 2000, quận có dân số người. Quận lỵ đóng ở.

## Địa lý
Theo Cục điều tra dân số Hoa Kỳ, quận có diện tích km2, trong đó có km2 là diện tích mặt nước.

## Thông tin nhân khẩu
Theo điều tra dân 2 năm 2000 của Cục điều tra dân số Hoa Kỳ, quận đã có dân số có 61.236 người, 22.171 hộ gia đình, và 17.736 gia đình sống trong quận hạt. Mật độ dân số là 205 trên một dặm vuông (79 / km2). Có 23.160 đơn vị nhà ở với mật độ trung bình là 77 trên một dặm vuông (30 / km2). Cơ cấu chủng tộc của dân cư sinh sống trong quận này bao gồm 98,07% người da trắng, 0,38% da đen hay Mỹ gốc Phi, 0,34% người Mỹ bản xứ, 0,27% châu Á, Thái Bình Dương 0,01%, 0,16% từ các chủng tộc khác, và 0,77% từ hai hoặc nhiều chủng tộc. 0,63% dân số gốc Tây Ban Nha hay châu Mỹ La Tinh thuộc bất kỳ chủng tộc nào.
Có 22.171 hộ, trong đó 39,00% có trẻ em dưới 18 tuổi sống chung với họ, 65,40% là đôi vợ chồng sống với nhau, 10,40% có nữ hộ và không có chồng, và 20,00% là không lập gia đình. 16,40% hộ gia đình đã được tạo ra từ các cá nhân và 5,40% có người sống một mình 65 tuổi hoặc lớn tuổi hơn. Cỡ hộ trung bình là 2,75 và cỡ gia đình trung bình là 3,07.
Sự phân bố tuổi là 27,20% dưới độ tuổi 18,% 8,60 18-24, 32,70% 25-44, 23,70% từ 45 đến 64, và 7,80% từ 65 tuổi trở lên người. Độ tuổi trung bình là 34 năm. Đối với mỗi 100 nữ có 98,90 nam giới. Đối với mỗi 100 nữ 18 tuổi trở lên, đã có 97,20 nam giới.
Thu nhập trung bình cho một hộ gia đình trong quận là 50.058 USD (2005), và thu nhập trung bình cho một gia đình là USD 49.481. Phái nam có thu nhập trung bình USD 35.851 so với 24.098 USD của phái nữ. Thu nhập bình quân đầu người của dân cư quận là 18.339 USD. Có 6,20% gia đình và 7,90% dân số sống dưới mức nghèo khổ, bao gồm 11,40% những người dưới 18 tuổi và 7,60% của những người 65 tuổi hoặc hơn.